# Ælfwine von Winchester
Ælfwine († 29. August 1047) war Bischof von Winchester von 1032 bis zu seinem Tod. Er war einer von König Knuts Priestern, bevor er zum Bischof ernannt wurde, und eine der mächtigsten und einflussreichsten Personen an Knuts Hof.

## Leben
Ab 1033 war er häufiger Zeuge bei Beurkundungen, in der Regel Dritter nach den beiden Erzbischöfen, und Goscelin von Saint-Bertin stellte fest, dass er dabei half, von König Knut die Erlaubnis zu erhalten, die Relikte Mildred von Minsters in die Abtei St. Augustinus in Canterbury zu transferieren. Er unterstützte auch die Nonnen von Winchester, insbesondere Ælfgiva, die Tochter von Earl Æthelwold, die als „Äbtissin von Köln“ bezeichnet wurde.
Ælfwine muss seine Position in den frühen 1040er Jahren gehalten haben, da ihm in dieser Zeit eine Urkunde von König Hardiknut ein Stück Land verleiht. Gemäß einem Bericht aus dem 12. Jahrhundert, war er zusammen mit Godwin von Wessex dafür verantwortlich, das der zukünftige König Eduard der Bekenner eingeladen wurde, 1041 nach England zurückzukehren, und 1042 bezeugte er eine Urkunde von Hardiknut zusammen mit Eduard, Godwin, und der Mutter der beiden, Emma von der Normandie. Als weltlicher Bischof in einer Klosterkathedrale war er unbeliebt, und dies war wahrscheinlich ein Faktor für die berühmte Legende, dass er Emmas Liebhaber gewesen sei. Sie soll den Vorwurf widerlegt haben, indem sie unversehrt barfuß über brennende Pflugscharen im Kirchenschiff der Kathedrale von Winchester lief.
Nach Eduards Ernennung zum König im Jahr 1042 erreichte Ælfwines Karriere einen neuen Höhepunkt. Edward wurde in Ælfwines eigener Kirche in Winchester gekrönt und bezeugte Eduards älteste erhalten gebliebene Urkunde nach Emma und dem Erzbischof von Canterbury auf dem dritten Platz. Von da an bis zu seinem Tod bezeugte er 20 von 22 Urkunden, mehr als jeder andere Prälat. Im Jahre 1044 gab ihm Edward das wertvolle Herrenhaus von Witney, das mit 30 Hide ausgestattet war, als Geschenk an „seinen vertrauten Bischof“ und „eine Belohnung für seinen treuen Dienst, den er mir treu erwiesen hat.“ In den Anfangsjahren von Eduards Regierung kam kein anderer Kirchenmann an Ælfwines Position heran. Er starb am 29. August 1047.